# Yolanda Soler
Yolanda Soler Grajera, född 9 januari 1971 i Madrid, är en spansk judoutövare.
Hon tog OS-brons i damernas extra lättvikt i samband med de olympiska judotävlingarna 1996 i Atlanta.